# Meravellós desastre
Meravellós desastre (títol original en anglès, Beautiful Disaster) és una pel·lícula de drama romàntic estatunidenc del 2023 dirigida per Roger Kumble i coescrita per Kumble i Jamie McGuire, basada en la novel·la per a adults de McGuire del 2011. S'ha doblat i subtitulat al català.

## Repartiment
- Dylan Sprouse com a Travis Maddox
- Virginia Gardner com Abby Abernathy
- Autumn Reeser com el professor Felder
- Libe Barer com a America Mason
- Michael Cudlitz com a Jim Maddox
- Brian Austin Green com a Mick Abernathy
- Austin North com Shepley Maddox
- Rob Estes com a Benny
- Samuel Larsen com a Jesse Viveros
- Jack Hesketh com a Trenton Maddox
- Trevor Van Uden com a Thomas Maddox
- Micky Dartford com a Tyler Maddox
- Akshay Kumar com a Adam
- Neil Bishop com a Parker Hayes
- Declan Michael Laird com a Taylor Maddox

## Producció
El 2012, Warner Bros. Entertainment va optar als drets de pel·lícula per a Meravellós desastre, però el projecte mai va entrar en desenvolupament i l'opció de Warner Bros. va acabar el 13 de maig de 2014. El 2020, va ser plantejat per Voltage Pictures, la producció va començar el 2021 amb Roger Kumble com a director i Dylan Sprouse, Rob Estes i Virginia Gardner al repartiment.

## Estrena
Meravellós desastre es va estrenar als Estats Units només durant dues nits, del 12 al 13 d'abril, com a part de Fathom Events.